# 오사코 노조미
오사코 노조미(일본어: 大迫 希, 1990년 11월 27일 ~ )는 일본의 전 축구 선수이다.

## 구단 경력
그는 2009년부터 2020년까지 J리그의 로아소 구마모토, 후지에다 MYFC에서 활동하였다.